# Swakopmund
Swakopmund je grad u Namibiji središte regije Erongo.

## Zemljopis
Grad se nalazi na obali Atlantskog oceana u pustinji Namib, 280 km zapadno od Windhoeka. 
Pustinjom Namib okružen je s tri strane a hladne vode Atlantika su na zapadu. Klima je blaga pustinjska, prosječna temperature kreće se između 15 °C do 25 °C. Kiša je rijetka manje od 20 mm godišnje. Hladna Benguelska struja donosi vlagu u obliku magle koja se godišnje pojavi čak 180 dana. Fauna i flora na ovom području prilagođene su ovom fenomenu i oslanjaju se na maglu kao izvor vlage. Kroz grad prolazi autocesta B2 i Trans-Namibska željeznica iz Windhoeka do Walvis Baya. 

## Povijest
Grad je osnovao njemački kapetan Curt von Francois 1892. godine, kao glavnu luku Njemačke Jugozapadne Afrike te protuteža Walvis Bayju koji je pripadao Britancima. Priličan dio stanovništva još uvijek govori njemački jezik. Gradske zgrade su primjer njemačke kolonijalne arhitekture. 

## Stanovništvo
Prema popisu stanovništva iz 2011. godine grad ima 44.700 stanovnika, dok je prosječna gustoća naseljenosti 196 stan./km².

## Pobratimljeni i gradovi prijatelji
- Florianopolis
- Malmö
- Okakarara (od 2007.)[1]
- Scharm El-Scheich[2] (od 2008.)
- Tianjin
- Walvis Bay
- Yiwu[3]

## Vanjske poveznice
- Službena stranica Swakopmunda (općina Swakopmund)